# 广泛阵线汇合
广泛阵线汇合（西班牙語：Confluencia Frenteamplista，缩写为CONFA）是乌拉圭的一个社会主义政党。该党的总部位于蒙得维的亚。该党曾是广泛阵线和圣保罗论坛的成员。